# 丹斯霍伊站
丹斯霍伊站（丹麦语：Danshøj Station）是丹麦首都哥本哈根的一座小型火车站，供丹麦国家铁路下属的哥本哈根市郊铁路使用，2005年1月8日启用。
本站为霍耶-措斯楚普铁路和哥本哈根环线铁路的交汇站，两条铁路在本站呈十字形立体交汇。车站周边还设有霍耶-措斯楚普铁路和哥本哈根环线铁路间的连接线。
霍耶-措斯楚普铁路股道及对应站台位于上层，呈东西走向，高度与周边地面基本等高，站台布局为两条股道夹一个岛式站台，哥本哈根市郊铁路B线和哥本哈根市郊铁路Bx线列车在上层站台停靠。哥本哈根环线铁路股道及对应站台位于下层，呈南北走向，为下沉式露天站台设计，站台布局为双侧式站台夹两条股道，哥本哈根市郊铁路F线列车在下层站台停靠。两层站台之间由楼梯和电梯相通。
丹斯霍伊站周边没有巴士配套，乘坐汽车到达本站也较为麻烦。

## 外部連結
- 丹麦国家铁路官网对本站的介绍（页面存档备份，存于）（丹麦文）